# Seriación
La técnica de seriación permite ordenar los conjuntos artefactuales en una sucesión que luego se aplica para determinar su ordenación temporal. Deben ser objetos de la misma tradición cultural, de la misma función, y la serie obtenida tendrá un valor cronológico relativo que debe ser contrastado con la estratigrafía o las dataciones absolutas.

## Tipos de seriación
- Seriación contextual: según la duración de los distintos estilos de artefactos.
- Seriación frecuencial: cambios en la abundancia o frecuencia proporcional de un estilo cerámico.

Si la estratigrafía sirve para establecer relaciones de cronología relativa basándose en la posición de los estratos, la seriación intenta hacer lo mismo con los objetos arqueológicos. Establece cronologías relativas de artefactos de distintas procedencias basándose en la evolución gradual de sus atributos y con independencia de los contextos en los que aparecen (método tipológico: Thomsen, Montelius, entre otros)
- Datos: Q358095